# HD42354
HD42354 — хімічно пекулярна зоря спектрального класу
F й має видиму зоряну величину в смузі V приблизно  9,3.